# Jocelyne Thibault
Jocelyne Thibault est une artiste multidisciplinaire québécoise. 

## Biographie
Elle détient un baccalauréat de l'UQÀM en arts visuels et médiatiques. Elle déploie sa technique artistique par différents médiums comme la linogravure, la sérigraphie, la sculpture et le livre d'artiste. Dans ses œuvres, elle étudie notamment sa propre relation au temps. Elle est membre de L'Imprimerie, centre d'artistes (d). Elle participe à l'événement performatif Un artiste ! Qu’est-ce que ça mange en hiver? lors des éditions de 2017, 2018 et 2019.

## Distinctions
En 2018, elle est finaliste pour le prix Œuvre de l'année Laval remis par le Conseil des Arts et des Lettres du Québec (CALQ) pour son oeuvre Les conversations sédimentaires. En 2021, elle est lauréate du Prix du CALQ – Artiste de l’année à Laval.

## Œuvres
- Qu’est-ce qu’on mange, m’man?, 2010
- Le Fléau, 2012
- Catalogne CMYK, 2013[4]
- Les mouvements perpétuels, 2020[1]
- Parfums de familles, 2022[5]